# كلية الالسن (جامعة سوهاج)
كلية الألسن جامعة سوهاج هي واحدة من الكليات الحديثة التي تم افتتاحها في السنوات الأخيرة لتلبية احتياج سوق العمل وتخريج نخبة من المترجمين في مختلف اللغات.

## الأقسام
وتضم كلية ألسن سوهاج 7 اقسام وهي:
- قسم اللغة الألمانية.
- قسم اللغة الفرنسية.
- قسم اللغة الايطالية.
- قسم اللغة الإنجليزية.
- قسم اللغة التركية.
- قسم اللغة العبرية.
- قسم اللغة الفارسية.